# Стефанишина, Ольга Витальевна
О́льга Вита́льевна Стефани́шина, до брака Кравец (укр. Ольга Віталіївна Стефанішина; род. 29 октября 1985, Одесса, Украинская ССР, СССР) — украинский юрист и государственный деятель. С 17 июля 2025 года — специальный уполномоченный президента Украины по вопросам развития сотрудничества с Соединёнными Штатами Америки. Вице-премьер-министр по вопросам европейской и евроатлантической интеграции Украины — министр юстиции Украины (5 сентября 2024 — 17 июля 2025).

## Биография

### Ранние годы
Родилась 29 октября 1985 года в Одессе.

### Образование
В 2008 году окончила Киевский национальный университет имени Тараса Шевченко (квалификация юриста-международника, переводчика с английского языка). Через 8 лет окончила Одесский национальный университет, получив квалификацию специалиста финансов и кредита.
Владеет английским, украинским и русским языками.

### Карьера
- С 2006 по 2007 год занималась частной юридической практикой.
- В конце 2007 года стала сотрудницей Министерства юстиции Украины[2]. Работала в отделе организации и планирования работы по адаптации управления правового обеспечения европейской интеграции Государственного департамента по вопросам адаптации законодательства (2007—2010).
- 2010—2015 года — Департамент международного права / Департамент европейской интеграции в Министерстве юстиции Украины, заместитель директора / директор[3].
- С марта по декабрь 2017 года работала директором Правительственного офиса по вопросам европейской и евроатлантической интеграции Секретариата Кабинета министров.
- В декабре 2017 года была назначена на должность генерального директора Правительственного офиса координации европейской и евроатлантической интеграции Секретариата Кабинета министров. После увольнения в 2019 году работала советником в юридической фирме «Ильяшев и Партнёры»[4]. 4 июня назначена на должность вице-премьер-министра по вопросам евроинтеграции, заменив Вадима Пристайко.
- На внеочередных парламентских выборах 2019 года баллотировалась в Верховную раду по спискам партии «Украинская Стратегия Гройсмана» под № 25[5], но в парламент не прошла.
- 4 июня 2020 года Верховная рада проголосовала за назначение Ольги Стефанишиной вице-премьер-министром по вопросам европейской интеграции Украины[6]. Член СНБО с 17 августа 2020 года[7].
- 3 сентября 2024 года Стефанишина написала заявление об отставке[8]. 4 сентября Верховная рада уволила её с должности вице-премьер-министра по вопросам европейской и евроатлантической интеграции Украины[9].
- 5 сентября 2024 года депутаты Верховной рады проголосовала 253 голосами[10] (при 226 необходимыми) за назначение Ольги Стефанишиной министром юстиции — вице-премьером по вопросам европейской и евроатлантической интеграции Украины[11].
- 16 июля 2025 года правительство Дениса Шмыгаля было отправлено в отставку. 17 июля 2025 года было сформировано новое правительство во главе с Юлией Свириденко. В этом правительстве Стефанишина не получила должности министра[12][13].
- 17 июля 2025 года президент Украины Владимир Зеленский подписал указ о назначении Ольги Стефанишиной Специальным уполномоченным президента Украины по вопросам развития сотрудничества с Соединёнными Штатами Америки[14]. Зеленский сказал следующее[15]:

«В этом статусе Ольга будет работать, чтобы не терять темпа в отношениях с Америкой, пока продолжаются все надлежащие процедуры согласования с Вашингтоном её кандидатуры на должность Посла Украины в Соединённых Штатах».

### Деятельность на должности вице-премьер-министра
Имеет 5-й ранг государственного служащего. Член политического совета партии «Слуга народа».
Занимает 45 место в рейтинге «100 самых влиятельных украинцев» в 2021 году и 14 место в рейтинге «100 самых влиятельных женщин Украины в 2021 году» по версии журнала «Фокус». Входит в ТОП 10 успешных юристов-политиков по версии «Юридической газеты» в 2021 году.
2025 год. Стала победительницей в номинации «Выдающиеся юристки, повлиявшие на развитие права и общества: политики, судьи, правозащитницы» по результатам исследования, проведенного изданием «Юридическая Газета».
Вице-премьер-министр по вопросам европейской и евроатлантической интеграции Украины возглавляет ряд координационных механизмов в Правительстве:
- Председатель Комиссии по вопросам координации евроатлантической интеграции Украины[20]
- Председатель Комиссии по обеспечению равных прав для мужчин и женщин[21]
- Глава рабочей группы для согласования подхода к применению к Украине механизма корректировки углерода на границе для проведения консультаций с Европейской Комиссией[22]
- Глава делегации Украины для участия в Конференции Организации Объединенных Наций по изменению климата (COP26) в Глазго[23]
- Глава межведомственной рабочей группы по вопросам координации интегрированного управления границами[24]
- Сопредседатель рабочей группы Диалога высокого уровня по Европейскому зеленому курсу и зеленого перехода Украины[25]

Диалог начался в феврале 2021 года Премьер-министром Украины Денисом Шмыгалем и Исполнительным вице-президентом Европейской Комиссии по вопросам Европейского зеленого курса Франсом Тиммермансом.
- Заместитель председателя Комиссии по координации выполнения Соглашения об ассоциации[26]
- Заместитель председателя межведомственной рабочей группы (МРГ) по вопросам координации преодоления последствий изменения климата в рамках инициативы Европейской Комиссии «Европейский зеленый курс». Развивает диалог Украина-ЕС о присоединении Украины к процессам формирования Европейского зеленого курса и дальнейшей синхронизации национальной политики в сфере изменения климата с европейским регулированием[27]
- Член Совета национальной безопасности и обороны Украины[28]
- Член Национального совета реформ[29]
- Член политического совета партии «Слуга народа»[30]

Перечень совместных межправительственных комиссий по вопросам сотрудничества, главой Украинской части которых является Вице-премьер-министр по вопросам европейской и евроатлантической интеграции Украины:
- Комиссия по сотрудничеству между Правительством Украины и Правительством Словацкой Республики[31]
- Украинско-германская группа высокого уровня по экономическому сотрудничеству[32]

## Личная жизнь
Мать — Надежда Фёдоровна Кравец (1952 г.р.)
Бывший муж — Михаил Васильевич Стефанишин, юрист и чиновник. Развелась в 2017 году. От бывшего мужа имеет дочь Анастасию и сына Даниила.
Имеет три квартиры в Одессе и одну в Киеве. Также в её собственности есть автомобиль Toyota RAV4 2009 года выпуска, приобретён в 2012 году. За 2019 год получила 800 тысяч гривен заработной платы.

## Награды
- Орден «За заслуги» II степени (20 июля 2025) — за весомый личный вклад в развитие межгосударственного сотрудничества, консолидацию международной поддержки суверенитета и территориальной целостности Украины, плодотворную дипломатическую деятельность и высокий профессионализм[36].
- Орден «За заслуги» III степени (21 декабря 2023) — за весомый личный вклад в развитие межгосударственного сотрудничества, плодотворную дипломатическую деятельность и высокий профессионализм[37].
- Офицер ордена Великого князя Литовского Гядиминаса (5 июля 2023, Литва)[38].
- Почётная грамота Кабинета Министров Украины.